# Hiie
Hiie (Duits: Ore) is een plaats in de Estlandse gemeente Kehtna, provincie Raplamaa. De plaats heeft de status van dorp (Estisch: küla).

## Bevolking
Het dorp had 21 inwoners op 31 december 2011 en 19 inwoners op 31 december 2021.

## Ligging
De rivier Velise en de Tugimaantee 15, de secundaire weg van Tallinn via Rapla naar Türi, lopen over het grondgebied van het dorp.
Ten oosten van Hiie ligt het beschermde natuurgebied Kõnnumaa hoiuala (5,95 km²). Op het grondgebied van Hiie staat de lindeboom Mikumäe pärn met een omtrek van 5 meter en een hoogte van 22 meter.

## Geschiedenis
Hiie werd voor het eerst genoemd in 1241 onder de naam Wori. Het dorp viel bestuurlijk onder Haggers (Hageri). Vanaf 1453 viel Hiie onder de naam Vore onder het landgoed Odenkat (Ohekatku). In 1586 heette het Fohre, in 1844 Ore, ook wel Oore, en in 1934 Ooreküla. Hiie had een buurdorp Ööre (Duits: Annenhof), dat in 1977 opging in Hiie. De naam Hiie is afgeleid van de heuvel Paluküla hiiemägi in het nabijgelegen dorp Paluküla, die voor Estische begrippen hoog is (106 meter).